# ФК Босна Високо
Фудбалски клуб Босна Високо је фудбалски клуб из Високог у Босни и Херцеговини. Клуб се основан 1953. године, спајањем клубова НК Јадран и НК Радничког у један клуб. Тренутно се (сезона 2008/09.) такмичи у Првој лиги Федерације Босне и Херцеговине.

## Историја
Прва фудбалска утакмица у Високом одиграна је 1923. године када се формира и први фудбалски клуб Јадран. Године 1934. формира се и други фудбалски клуб Раднички, да би 1953. године дошло до спајања ова два клуба и тако настаје ногометни клуб Босна. За овај клуб везани су и најбољи резултати за време Југославије, када је 1963. клуб је ушао у Другу лигу тадашње државе која је била релативно јака.
Ратни сикоби 1991. године су само на кратко прекинули активности у овом клубу. Већ 1993. године почиње окупљање, да би 1994. клуб на првом државном првенству у Зеници освојио треће место. У сезони 1995/96. Босна осваја прво место у Другој лиги север, а у Првој лиги НС БиХ у сезони 1996/97. осваја треће место. Свој врхунац у сезони 1997/98. постаје првак, а у плеј офу осваја треће место. Исте сезоне клуб осваја и Куп БиХ као и Супер куп. Нажалост, због дешавања у Н/ФСБиХ није дошло до одржавања плеј офа те године, те је тако Босна изгубила јединствену шансу да изађе у Европу, а сходно томе неповратно су пропала сва улагања у клуб (изградња стадиона, штампање жутих мајица, довођење нових играча) те године, те је тако Босна доживјела финансијски крах од којег се још опоравља.
Данас се Босна, након финансијског краха после освојене титуле, налази у Првој лиге Федерације Босне и Херцеговине те заузима горњи врх табеле. Извршена је реорганизација самог клуба подмлађивањем састава. Пред сами почетак сезоне 2006/07. нови директор клуба Рашид Калота је обезбедио средства за опстанак клуба.

## Стадион
НК Босна домаће утакмице игра на стадиону Луке. Пријашњи назив стадиона је био „Стадион 7. април.“ Капацитет стадиона износи 5000 места

## Навијачи
Навијачи НК Босне се зову Демони. Настали су босанског рата под именом "Bloody Demons". После рата поново се организују навијачка окупљања али под новим именом Демони које је остало све до данас. Најактивнији су били током 1997. па све до 2000, док се касније ограничавају на мања окупљања. Након испадања у нижи ранг такмичења навијачка група се углавном распала, док се једино млађи чланови окупљају и одржавају успомену на некад много бројније навијаче НК Босна.

## Успеси клуба
- Прва лига ФС БИХ: 1

Прваци
1997/98.
- Куп ФС БИХ: 1

Пбедник
1998/99.
- Супер куп ФС БИХ: 1

1999

## Референца
1. ↑  „Da li se sjećate ovih klubova u Premijer ligi BiH?”. SportSport.ba (на језику: бошњачки). Приступљено 2020-07-18.